# Ozarba cinerea
Ozarba cinerea är en fjärilsart som beskrevs av Aurivillius 1879. Ozarba cinerea ingår i släktet Ozarba och familjen nattflyn. Inga underarter finns listade i Catalogue of Life.